# Lata Brandisová
Maria Immaculata Brandisová (nazywana Lata, ur. 26 czerwca 1895, Úmonín w powiecie Kutná Hora, na zamku Schäfferów, zm. 12 maja 1981 w zamku Reiteregg w Austrii) - jedyna kobieta w historii, która wygrała gonitwę Wielka Pardubicka w 1937. Pochodziła z rodziny arystokratycznej. Miała łącznie ośmioro rodzeństwa, w tym siostrę bliźniaczkę Krystynę. 

## Udział w powojennych gonitwach

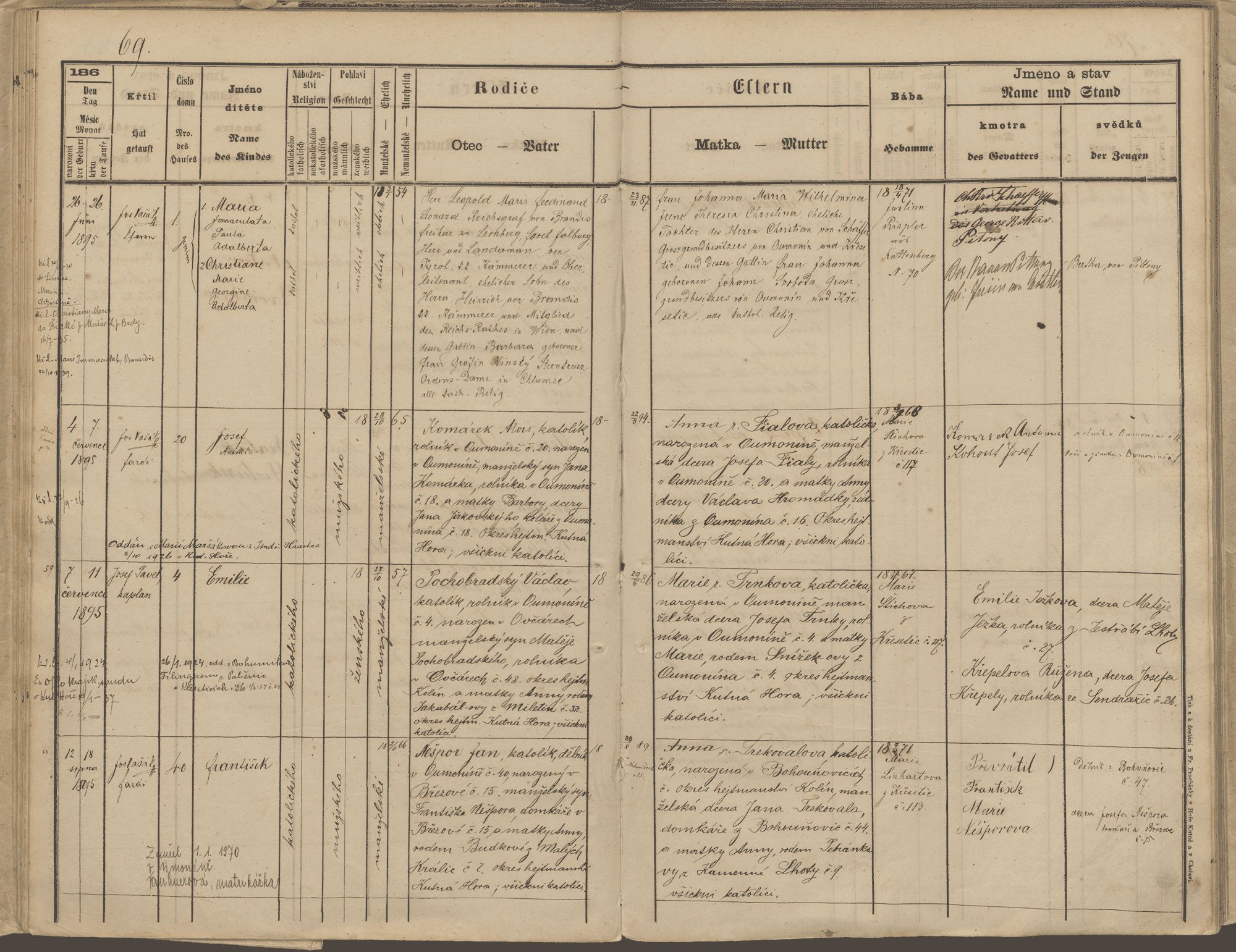
Marie Brandisová birth record

W latach 1946 i 1947 udział Brandisovej w gonitwach zakończył się wypadkami, wyniku których doznała złamań kości. W 1948 władze zabrały jej majątek, w efekcie czego nie wystartowała. W 1949 w Memoriale Kinskiego na torze w Pardubicach miała poważny wypadek, po którym tydzień leżała nieprzytomna.

## Wyniki w Wielkiej Pardubickiej
- 1927 (Nevěsta) - 5
- 1930 (Norbert) - 4
- 1931 (Norbert) - 3
- 1933 (Norma) - 3
- 1934 (Norma) - 5 - po upadku
- 1937 (Norma) - 1
- 1946 (Nurmi) - nie ukończyła
- 1947 (Otello) -  nie ukończyła
- 1949 (Nina) - nie ukończyła